# 사랑은 세계정복 후에
《사랑은 세계정복 후에》(일본어: 恋は世界征服のあとで 고이와 세카이세후쿠노 아토데[*])는 노다 히로시가 지은 일본의 만화이다. 약칭은 '코이세카'(恋せか). 《월간 소년 매거진》(코단샤)에서 2019년 11월호부터 2022년 12월호까지 연재되었다.

## 줄거리
세계 평화를 목표로 하는 히어로 전대 「젤라토5」의 리더, 레드 젤라토 아이카와 후도. 그녀는 세계 정복을 꾀하는 비밀 결사 「겟코」의 전투원, 사신 여왕 데스미. 이 두 사람 사이에는 조직의 벽을 뛰어넘는 깊은 '인연'이 있던 것이다.

## 등장인물

### 주인공
아이카와 후도(相川 不動)/ 레드 젤라토
성우 - 코바야시 유스케
본작의 주인공으로, 빙결 전대 젤라토 5의 리더 '레드 젤라토'인 고교생. 취미는 근력 트레이닝. 평화를 위해 연애와 인연이 없는 싸움의 나날을 보내고 있었지만, 처음으로 데스미와 만날 때부터 첫눈에 반해, 고백 후에 교제를 시작한다. 전투 중에도 데스미와는 두 손을 잡고 싸우고 있는 것처럼 보이고 손을 잡고 있거나, 틈이 있으면 함께 사진을 찍으려고 한다. 히어로을 하면서 교사가 되고 싶어한다. 학년 10위 이내에 들어갈 정도의 성적 우수자이지만, 근육에 비해 문제를 생각하고 있기때문에 공부 지도는 서투르다. 데스미의 가족에게는 '무도'라는 가명을 쓰고 있다.
마가하라 데스미(禍原 デス美)/ 사신왕녀
성우 - 하세가와 이쿠미
본작의 히로인으로, 비밀 결사 겟코의 겟코 왕녀 시리즈. 상사는 칼바린 베어. 겉으로는 귀여운 것을 좋아하는 하카타 출신의 고등학교 3학년(원작에서의 설정. 애니메이션판에서는 고등학교 2학년)으로, 여자답게 패션에도 신경을 쓰는 보통의 여자. 젤라토 5와 장렬한 싸움을 펼치는 것 이외의 선택지가 없었지만 후도와의 서로의 입장을 초월한 비밀스러운 교제에 설레인다. 이후, 맨얼굴의 데스미로서 젤라토5와 면식을 가진다(후도과 하루 이외에는 들키지 않는다). 겟코 입사의 계기는 아버지가 전 겟코 전투원이며, 운동 능력도 뛰어나서 높은 성적으로 합격했다. 세계 정복이나 승격에 관해서는, 원래 욕심은 아니지만 임무는 우수하게 해내고 있기 때문에, 한 번은 고릴라 괴인으로 개조 사령(승진)이 있었지만, 가족을 위해 해야 할까 헤매고 있었지만, 후도와 상담함으로서 망설임이 걷혀졌다.

### 빙결 전대 젤라토 5와 관계자
오지노 하야토(王子野隼人)/ 블루 젤라토
성우 - 오키츠 카즈유키
꽃미남 남자로 사람과 잘 어울리지만, 귀여운 여자아이에게는 눈이 없어 누구에게나 헌팅하는 헌팅남.
진구지 미사키(神宮寺美咲)/ 옐로 젤라토
성우 - 히에다 네네
분위기 메이커로, 술과 소문을 좋아한다. 후도에게는 언니라고 불리고 있다.
아리스가와 하루(有栖川ハル)/ 핑크 젤라토
성우 - 히다카 리나
성격은 밝고 활발한 여자. 후도에게 호의를 품은 것이 계기가 되어 젤라토 5 입대를 결심했다. 입대 전 괴한에게 습격당할 뻔한 상황에서 데스미의 도움을 받은 적이 있다. 사신 왕녀 데스미와 후도의 관계를 깨닫고 데스미에게 결투를 신청하지만 패배한다. 후도가 데스미와 있을 때 스스로는 낼 수 없는 미소를 지어 포기한 동시에 두 사람의 사랑을 응원하기로 했다.
토도로키 다이고(轟 大吾)/ 그린 젤라토
성우 - 마지마 준지
가라테의 달인이며, 신인 히어로의 스카우트 담당. 성격은 과묵하다. 취미는 요리. 사실 동향인 데스미와는 어릴 적에 가라데 도장을 통해 알고 있었지만, 그 부족한 실력때문에 괴물로서 두려워했고, 고등학교 때, 부모님의 이혼으로 상경할 때 중학생의 데스미에 승부를 걸었지만 깔금하게 져 버려 도망치듯이 뒤로 했다(데스미에게는 스승이니까 봐줬다고 생각되어 아직도 가라테의 스승으로서 존경받고 있다).
빅 젤라토 박사(ビッグジェラート博士)
성우 - 챠후린
젤라토 5의 총사령관, 과학자. 과자를 좋아한다. 데스미와 후도가 사귀는 계기를 준 인물이다. 매일 몸을 단련하기만하는 후도가 사랑으로 고민하고 있다는 것을 알고 고백하라고 명령한다. 그러나 그 결과 비밀결사의 여간부와 히어로전대의 리더가 교제한다는 터무니없는 사태를 초래하고 만다.

### 비밀결사 겟코
사람들로부터 부정적인 에너지를 회수해 세계 정복을 노리는 악의 비밀결사. 복지는 탄탄하고 시설 내에 수영장과 식당, 심지어 기숙사도 있다. 왕녀 시리즈는 겟코의 지시에 따라 같은 고등학교로 통학하고 있다.
보슬러 대총통(ボスラー大総統)
성우 - 스기타 토모카즈
겟코의 수령. 세계 정복을 목표로 한다.
마지마 키키(魔島忌々)/ 마수왕녀
성우 - 하나자와 카나
겟코 왕녀 시리즈. 상사는 사자 괴인. 데스미를 라이벌 보고 있다.
쿠로유리 쿄코(黒百合凶子)/ 강철왕녀
성우 - 카네모토 히사코
겟코 공주 시리즈. 상사는 뱀 괴인. 매사에 동요하지 않고 경쟁심도 느끼지 않는다.
난난(乱乱)/ 단죄왕녀
성우 - 모모츠키 나시코
겟코 왕녀 시리즈. 상사는 토끼 괴인. 다른 사람과 어울리지 않고 이상한 분위기를 가지고 있다.
호죠 안나(宝条闇奈)/ 작열왕녀
성우 - 사쿠라 아야네
데스미의 동급생으로 갸루. 피어싱이나 네일, 스커트의 길이를 짧게 하는 등 외모 때문에, 풍기 위원장에게 눈길을 끌어 교칙 위반이 많다.
산즈가와 키라(三途川鬼羅)/ 선혈왕녀
성우 - 사와시로 미유키
데스미의 고등학교에 근무하는 보건 교사. 정체는 겟코 왕녀 시리즈. 상사는 늑대 괴인.
칼바린 베어(カルバリンベア)/ 곰 괴인
성우 - 야스모토 히로키
간부. 데스미의 직속 상사. 성별은 남성. 성격은 거칠고 데스미에게 휘둘린다. 등에 짊어진 두 대의 바주카를 무기로 하고 있다.
캐터펄트 스네이크(カタパルトスネーク)/ 뱀 괴인
성우 - 카네코 사야카
간부. 쿄코의 직속 상사. 성별은 여성.
매치락 이글(マッチロックイーグル)/ 독수리 괴인
성우 - 미도리카와 히카루
간부. 작열왕녀의 직속 상사. 성별은 남성.
드론 래빗(ドローンラビット)/ 토끼 괴인
성우 - 이치노세 카나
간부. 단죄왕녀의 직송 상사. 성별은 여성.
궁극 괴인(究極怪人)
성우 - 타무라 유카리

### 그 외
마가하라 우라미(禍原ウラ美)
성우 - 하시모토 치나미
데스미의 여동생으로 중학생. 누나를 동경해 중학교 졸업 후에는 겟코 입사를 목표로 한다.
헬코(ヘル子)
성우 - M.A.O
데스미가 키우는 고양이.
후도의 어머니
성우 - 미야케 마리에
데스미의 아버지
성우 - 하마다 겐지
전 겟코 전투원. 겟코에 대한 충성심이 높고, 또 전투원으로서 '패배의 미학'을 고수하고 있다.
데스미의 어머니
성우 - 이와하시 유카
하시모노 안나(橋本杏奈)
성우 - 우에사카 스미레
후도와 CF 촬영을 하게 된 인기 탤런드.

## 서지 정보
- 노다 히로시(원작), 와카마츠 타카히로(작화) 《사랑은 세계정복 후에》 코단샤 〈KC 디럭스〉 전 6권
  1. 2020년 4월 10일 발매[3], ISBN 978-4-06-518676-3
  2. 2020년 11월 17일 발매[7], ISBN 978-4-06-521424-4
  3. 2021년 4월 8일 발매[8], ISBN 978-4-06-522850-0
  4. 2022년 1월 17일 발매[9], ISBN 978-4-06-526224-5
  5. 2022년 4월 15일 발매[10], ISBN 978-4-06-527157-5
  6. 2022년 12월 15일 발매[11], ISBN 978-4-06-530052-7

## TV 애니메이션
2022년 4월부터 6월까지 AT-X 등에서 방송되었다. 나레이션은 타치키 후미히코.

### 스태프
- 원작 - 노다 히로시(野田 宏),와카마츠 타카히로(若松卓宏)[6]
- 감독 - 이와타 카즈야(いわたかずや)[6]
- 시리즈 구성 - 스기사와 사토루(杉澤 悟)[6]
- 캐릭터 디자인 - 코바야시 아케미(小林明美)[6]
- 프롭 디자인 - 쿠라하시 누카리(倉橋N濘)
- 미술 감독·미술 설정 - 미야모토 미우(宮本実生)
- 색채 설계 - 요시자토 슈나(吉里修耶)
- CG 라인 디렉터 - 사이토 타케시(齋藤威史)
- 촬영 감독 - 하라다 쇼타(原田翔太)
- 편집 - 와타나베 치나미(渡邉千波)
- 음향 감독 - 모토야마 사토시(本山 哲)[6]
- 음악 - 호노 사토시(宝野聡史), 카사이 류노스케(葛西竜之介)[6]
- 음악 제작 - 포니 캐년, 업드림(アップドリーム)
- 치프 프로듀서 - 카와무라 히토시(川村仁), 토도로키 토요타(轟豊太)
- 프로듀서 - 마에다 켄타(前田健太), 니시 아키라(西啓), 마츠이 유코(松井優子), 이이즈카 아야(飯塚彩), 노지마 텟페이(野島鉄平), 후쿠이 노리오(福井詔雄), 스즈키 유토(鈴木勇人), 사사키 슈타(佐々木秀太), 우치야마 유키(内山祐紀), 오자와 후미히로(小澤文啓), 시모카지야 아츠시(下梶谷 敦), 야마다 코헤이(山田公平)
- 치프 애니메이션 프로듀서 - 코타니 사토시(糀谷智司)
- 애니메이션 프로듀서 - 무라사키 타카유키(村崎孝行)
- 애니메이션 제작 - project No.9[6]
- 제작 - 코이세카 제작위원회

### 주제가
사랑은 익스플로전 (feat. 타무라 유카리)(恋はエクスプロージョン（feat.田村ゆかり）)
오프닝 테마. 노래・작사・작곡・편곡은 오오이시 마사요시. 제6화에서는 칼베린 베어(야스모토 히로키)가 불렀다.
사랑은 세계 정리와 함께(恋は世界定理と共に)
DIALOGUE+가 부른 엔딩 테마. 작사는 타부치 토모야, 작곡은 타케우치 서티포, 편곡은 나카야마 마사토.

### 방영 목록
| 화수   | 제목                                                                                  | 그림 콘티                                 | 연출                        | 작화 감독 | 총작화 감독                                                               | 방송일         |
| ------ | ------------------------------------------------------------------------------------- | ----------------------------------------- | --------------------------- | --- | ------------------------------------------------------------------------- | -------------- |
| 제1화  | 君のことが好きだ! 널 좋아해!                                                          | 이와타 카즈야                             | 노가미 카즈오               | 요시다 치히로 카가와 마츠요시 사토 마리나 키요마루 사토루 와타나베 카나                                                                     | 코바야시 아케미                                                           | 2022년 4월 8일 |
| 제2화  | デートの真理 데이트의 진리                                                            | 키노시타 유키                             | 키노시타 유키 소가 메구미   | 요시다 치히로 키노시타 유키 사쿠라이 타쿠로 리 샤오레이                                                                                     | 코바야시 아케미 요시다 치히로 카가와 마츠요시                             | 4월 15일       |
| 제3화  | あこがれの遊園地 동경해 온 놀이공원                                                   | 사이토 노리아키                           | 하타노 코헤이               | 타카세 사야카 오오노 츠토무 하마츠 타케히로 마츠모토 마사츠구                                                                               | 코바야시 아케미 사토 마리나 키요마루 사토루 카가와 마츠요시               | 4월 22일       |
| 제4화  | その理由を聞かせてくれないか? 이유를 들려주지 않을래?                                 | 타카기 히로아키                           | 타카기 히로아키             | 와타나베 카나 오쿠노 히로유키 시게쿠니 히로코 타케자와 키요타카 마츠모토 마사츠구 쿠라이 타쿠로 모리데 츠요시 히데인 미오 오오키 켄이치 CJT | 코바야시 아케미 사토 마리나 키요마루 사토루 요시다 치히로                 | 4월 29일       |
| 제5화  | ありのままのきみで 있는 그대로의 너로                                                 | 이이다 타카시                             | 카마돈                      | 일영공방 | 코바야시 아케미 카가와 마츠요시 키요마루 사토루                           | 5월 6일        |
| 제6화  | せっかくのビーチなんだし 모처럼 해변에 왔으니까                                       | 후지사와 토시유키 키노시타 유키           | 노가미 카즈오               | CJT 시드 오오키 켄이치 마츠모토 마사츠구 모리데 츠요시                                                                                      | 코바야시 아케미 카가와 마츠요시 키요마루 사토루                           | 5월 13일       |
| 제7화  | 禍原デス美はオレが生み出したモンスターなんだ 마가하라 데스미는 내가 탄생시킨 몬스터야 | 키노시타 유키 와카바야시 칸지             | 와카바야시 칸지             | 하마츠 타케히로 오오키 켄이치 츠카모토 아유무 오오노 츠토무 와카바야시 칸지                                                                 | 사토 마리나 요시다 치히로                                                 | 5월 20일       |
| 제8화  | 誰だって秘密のひとつやふたつあるさ 누구든 비밀 한두 가지는 있는 법이야                | 소가 메구미 하타노 코헤이                 | 야노 타카노리               | 요시다 치히로 원오더 Revaival CJT | 코바야시 아케미 키요마루 사토루 카가와 마츠요시                           | 5월 27일       |
| 제9화  | お姉ちゃんは変わってしまった 언니는 변해부렀어                                        | 이이다 타카시                             | 카마돈                      | 히노 타카후미 요시다 치히로 후루카와 히로유키 모리데 츠요시 일영공방 Revival 원오더 CJT                                                     | 코바야시 아케미 사토 마리나                                               | 6월 3일        |
| 제10화 | 黒帝の月の上で 코쿠테이의 달 위에서                                                   | 와카바야시 칸지 소가 메구미 이와타 카즈야 | 타나카 켄타로 시마다 유메카 | 츠카모토 아유무 오오노 츠토무 오오키 켄이치 카와모리 노보루 시미즈 카츠유키 미야 아키히데 요시다 치히로 모리데 츠요시                       | 사토 마리나 미야 아키히데 요시다 치히로                                   | 6월 10일       |
| 제11화 | 仲良くなって何か意味ある? 친해지는 게 무슨 의미가 있는데?                             | 후쿠시마 토시노리                         | 노가미 카즈오               | 아이사카 나오키 마츠모토 마사츠구 CJT Revival 원오더                                                                                        | 코바야시 아케미 키요마루 사토루 요시다 치히로 카가와 마츠요시 사토 마리나 | 6월 17일       |
| 제12화 | 永遠のライバル 영원한 라이벌                                                          | 하타노 코헤이 이타이 히로키               | 와카바야시 칸지             | 나미카제 타츠시 우치노 아키오 키노시타 유키 요시다 치히로 키요사와 유이토 이케다 타카테루 코야나기 아미 스즈키 사나 나카무라 카호           | 코바야시 아케미 키요마루 사토루 사토 마리나 카가와 마츠요시               | 6월 24일       |